# Mark Walker
Pour les articles homonymes, voir Walker.
Bradley Mark Walker, né le 20 mai 1969 à Dothan (Alabama), est un ancien pasteur chrétien baptiste, homme politique américain, membre du Parti républicain et élu de la Caroline du Nord à la Chambre des représentants des États-Unis de 2015 à 2021. Depuis avril 2025, il est ambassadeur itinérant de la Commission des États-Unis sur la liberté religieuse internationale.

## Biographie
Il est né le 20 mai 1969 à Dothan (Alabama). Il étudie au Trinity Baptist College à Jacksonville (Floride) avant de déménager avec sa famille à Houston. Puis il rejoint la Piedmont Triad. Il travaillé dans le commerce et la finance pendant plusieurs années. Il étudie également en études bibliques à l'Université internationale de Piémont et obtient un Bachelor of Arts en 1999.

### Ministère
En 2006, il devient pasteur de l'église baptiste de Northside à Charlotte (Caroline du Nord) (Southern Baptist Convention) . En 2008, il devient pasteur des arts à l'église baptiste de Lawndale à Greensboro, en Caroline du Nord.

## Parcours politique
En 2014, Mark Walker est candidat à la Chambre des représentants des États-Unis dans le 6e district congressionnel de Caroline du Nord, où le représentant républicain sortant Howard Coble (en) ne se représente pas. Le district englobe Greensboro et plusieurs comtés limitrophes de la Virginie. Walker arrive en deuxième position de la primaire républicaine avec 25,2 % des voix, derrière le procureur du comté de Rockingham Phil Berger Jr. à 34,3 %. Puisqu'aucun candidat n'atteint les 40 % des suffrages, un second tour est organisé. Entre les deux tours, Coble apporte son soutien à Berger. Cependant, Walker crée la surprise en remportant la primaire avec 59,9 % des voix. Il gagne par la suite l'élection avec 58,7 % des suffrages face à la candidate du Parti démocrate, Laura Fjeld. Son score est similaire à celui obtenu par Mitt Romney dans le district en 2012.
Il est réélu en 2016 et 2018. Il préside le Republican Study Committee de 2017 à 2019, lorsqu'il devient vice-président du caucus républicain à la Chambre des représentants. Il ne se représente pas en 2020, au terme de trois mandats.
En vue des élections de 2022, il se présente à la primaire républicaine pour le Sénat des États-Unis en Caroline du Nord. Il termine troisième avec 9,2 % des voix derrière le représentant fédéral et futur sénateur Ted Budd et l'ancien gouverneur Pat McCrory. En mai 2023, il annonce sa candidature à la nomination républicaine pour l'élection du gouverneur de Caroline du Nord en 2024, avant de se retirer en octobre suivant et d'annoncer sa candidature à la primaire républicaine pour son ancien siège à la Chambre des représentants des États-Unis.
En avril 2025, il est nommé ambassadeur itinérant de la Commission des États-Unis sur la liberté religieuse internationale .

## Vie privée
Il est marié à Kelly Walker, infirmière et elle aussi fille de pasteur. Ils ont ensemble trois enfants : Ryan, Rachel et Anna Claire.